# Triviale naam (biologie)
In de biologie zijn triviale namen (soms ook volksnamen genoemd) de namen voor taxa en syntaxa die veelal in het dagelijks leven of binnen een niet-wetenschappelijke context worden gebruikt. Dikwijls zijn deze benamingen afkomstig uit de taal van het desbetreffende taalgebied. Zo zijn bijvoorbeeld in Nederland en Vlaanderen de triviale namen bijna altijd in het Nederlands; alhier worden triviale namen daarom meestal aangeduid als de Nederlandse naam.
De triviale naamgeving staat tegenover de wetenschappelijke naamgeving, ook wel de formele naamgeving genoemd. In tegenstelling tot triviale namen worden wetenschappelijke namen wereldwijd gebruikt en zijn aan nomenclatuurregels onderhevig. Zo volgt de wetenschappelijke naamgeving voor taxa de binomiale nomenclatuur en de wetenschappelijke naamgeving voor syntaxa de plantensociologische nomenclatuur. Triviale namen zijn in de biologie nooit onderhevig aan nomenclatuurregels.

## Voorbeelden
Hieronder vindt men verschillende typen voorbeelden van triviale namen.

### Taxa
- 'Spaanse aak' en 'veldesdoorn' zijn in het Nederlands triviale namen voor de plantensoort Acer campestre
- 'kookaburra', 'gewone kookaburra' en 'lachvogel' zijn in het Nederlands triviale namen voor de ijsvogelsoort Dacelo novaeguineae
- 'vingermos' is in het Nederlands de triviale naam voor het korstmossengeslacht Physcia
- 'orchideeënfamilie' is in het Nederlands de triviale naam voor de plantenfamilie Orchidaceae

### Syntaxa
- 'blauwgrasland' is in het Nederlands een triviale naam voor de associatie Cirsio dissecti-Molinietum
- 'klasse van nitrofiele zomen' is in het Nederlands een triviale naam voor de klasse Galio-Urticetea

## Taxonomische verwarring
Een nadeel van de triviale naamgeving is dat men in veel gevallen niet kan weten waar een taxon in het taxonomisch systeem te plaatsen is; bovendien kunnen triviale namen zelfs voor de nodige taxonomische verwarring zorgen.
Een voorbeeld waarbij men door de triviale naamgeving taxonomisch volledig op het verkeerde been gezet wordt, is bij de volgende drie vogelssoorten: de ekster (Pica pica), scholekster (Haematopus ostralegus) en klapekster (Lanius excubitor). De triviale namen van deze drie vogelsoorten lijkt te impliceren dat het drie 'eksters' zijn en dus verwantschap vertonen. Dit is echter niet zo, want alle drie de genoemde vogelsoorten komen uit andere genera zoals al direct uit de wetenschappelijke naam volgt, maar zelfs uit andere vogelfamilies.
Bij triviale namen van lagere taxa dan de soort, zoals de ondersoort, is aan de triviale naam niet af te lezen dat men te maken heeft met een ondersoort. Zo is bij de roodwangschildpad (Trachemys scripta elegans) in de triviale naam niet te zien dat het om een ondersoort van de lettersierschildpad (Trachemys scripta) gaat; in de wetenschappelijke naam (hier een trinomen) van dit taxon is dit meteen duidelijk.

## Hoofdletter- en lidwoordgebruik

### Hoofdlettergebruik
Conform het hoofdlettergebruik in de Nederlandse spelling worden triviale namen van taxa en syntaxa zonder hoofdletter(s) geschreven, tenzij er een topografische naam of achternaam in de vorm van een bijvoeglijk naamwoord bij de taxonnaam hoort (bijvoorbeeld: Engels raaigras of Scopoli's pijlstormvogel). Wanneer er een toponiem of achternaam in de taxonnaam zit dat géén bijvoeglijk naamwoord is, wordt ook deze met kleine letter geschreven (bijvoorbeeld: canadapopulier, linnaeusklokje en hitlerkever). In sommige vakliteratuur worden triviale Nederlandse namen echter wel (expres) consequent met hoofdletters gestileerd om verwarring met bijvoeglijke naamwoorden te voorkomen. Zo blijkt uit de voorbeeldzin: "daar staat een grote brandnetel" niet of het om de brandnetelsoort grote brandnetel gaat, of om een groot exemplaar van een brandnetel.

### Lidwoordgebruik
Planten en schimmels
Formeel schrijft men bij planten (inclusief algen) en schimmels (ook korstmossen) de Nederlandse triviale namen van alle taxa boven de rang van geslacht met een lidwoord, net zoals hun wetenschappelijke namen. Zo spreekt men in een lopende tekst bijvoorbeeld van "de bruinwieren" en "de naaktzadigen". Vanaf de rang van geslacht gebruikt men geen lidwoord meer, tenzij men naar een concreet voorbeeld of exemplaar verwijst. Zo zegt men bijvoorbeeld "tongvaren is een schaduwminnende soort" in plaats van "de tongvaren is een schaduwminnende soort". Wanneer echter een specifiek exemplaar wordt bedoeld gebruikt men wel een lidwoord: "de tongvaren op die muur groeit in de schaduw".
Dieren
Bij dieren worden de triviale taxonnamen van alle taxonomische rangen dikwijls formeel met lidwoord aangesproken, in tegenstelling tot de wetenschappelijke namen van diertaxa vanaf de rang van geslacht. Zo zegt men bijvoorbeeld "de reuzenpanda is een bedreigde diersoort".
Syntaxonnamen
De triviale namen van syntaxa worden met een lidwoord aangesproken. Zo spreekt men van "de associatie van buntgras en heidespurrie" en "het veenmosrietland". Net zoals bij de triviale naamgeving van planten en schimmels hebben de naamgevende taxa in de syntaxonnaam logischerwijs ook geen lidwoord; men spreekt bijvoorbeeld nooit van "het verbond van de duivenkervel en het kroontjeskruid" maar van "het verbond van duivenkervel en kroontjeskruid".